# Podemos Aragón
Podemos Aragón es la organización territorial de Podemos en Aragón. Actualmente tiene presencia en las Cortes de Aragón.

## Organización
La organización del partido surge de los documentos aprobados en la tercera Asamblea Ciudadana Estatal de Podemos, también conocida como Vistalegre III, en 2020. Consta de:
- Asamblea Ciudadana Autonómica.
- Consejo Ciudadano Autonómico.
- Coordinación Autonómica.
- Consejo de Coordinación Autonómico.
- Comisión de Garantías Democráticas Autonómica.

Además, la representatividad de los círculos (base de la militancia del partido) se da a través del Consejo de Círculos, la red de círculos o su presencia en el Consejo Ciudadano Autonómico.

## Resultados electorales

### Congreso de los Diputados
| Congreso de los Diputados |                |         |    |          |         |        |                 |
| Elecciones                | Candidatura    | Escaños | ±  | Posición | Votos   | %      | Candidato       |
| 2015                      | Podemos        | 2/13    | ±0 | 3a       | 135.763 | 18,56% |                 |
| 2016                      | Unidos Podemos | 2/13    | ±0 | 3a       | 138.051 | 19,68% |                 |
| 2019 I                    | Unidas Podemos | 1/13    | 1  | 4a       | 102.330 | 13,56% |                 |
| 2019 II                   | Unidas Podemos | 1/13    | ±0 | 4a       | 75.892  | 10,93% | Pablo Echenique |
| 2023                      | Sumar          | 1/13    | ±0 | 4a       | 86.944  | 12.26% | Jorge Pueyo     |

### Cortes de Aragón
| Cortes de Aragón |         |    |          |         |        |               |                 |
| Elecciones       | Escaños | ±  | Posición | Votos   | %      | Gobierno      | Candidato       |
| 2015             | 14/67   | ±0 | 3a       | 135.554 | 20,51% | Apoyo externo | Pablo Echenique |
| 2019             | 5/67    | 9  | 4a       | 53.468  | 8,08%  | Coalición     | Maru Díaz       |
| 2023             | 1/67    | 4  | 6a       | 26.923  | 4,01%  | Oposición     | Maru Díaz       |